# Пола Маклейн
Пола Маклейн (фр. Paula McLain; нар. 1965 року) — американська письменниця, авторка роману «Паризька дружина», вигаданої розповіді про перший шлюб Ернеста Гемінґвея, який упродовж тривалого часу був бестселером New York Times. Вона опублікувала дві поетичні збірки, спогади про дорослішання у названій сім’ї та роман «Квиток на поїзд».

## Життєпис
Маклейн народилася 1965 року у Фресно, Каліфорнія. Її мати зникла, коли їй було чотири роки, а батько то сидів у в’язниці то виходив з неї, внаслідок чого Маклейн і її сестри (одна старша, одна молодша) переходили з одного названого дому до іншого упродовж наступних чотирнадцяти років, випробування, описане «з безпристрасною витонченістю, яка надає людське обличчя — а точніше, три людські обличчя — тривожній статистиці» в її мемуарах, «Як родина: дорослішання в чужих домівках». Коли вона досягла віку, після якого більше не перебувала під опікою системи, вона заробляла на життя, працюючи на різних роботах, поки не виявила, що може писати. Вона здобула ступінь магістра поезії в Університеті Мічигану та була резиденткою Яддо та колонії МакДавелл, а також отримувала стипендії Ради мистецтв Огайо та Національного фонду мистецтв. Мешкає в Клівленді зі своєю сім'єю.

### Романи
- Квиток на поїздку (2008)
- Паризька дружина (2011)
- Навколо сонця (2015) (L'aviatrice en français)
- Любов і руїна (2018)
- Коли зорі темніють (2021)

### Документальна література
- Як родина: дорослішання в чужих домівках (2003)

### Поезія
- Less of Her (1999, New Issues Poetry Press)
- Stumble, Gorgeous, (2005, New Issues Poetry Press)